# Визволення тварин (рух)
Рух за визволення тварин — міжнародний рух за права тварин, що охоплює філософські аспекти, розробку законів щодо захисту тварин, популяризацію прав тварин у ЗМІ та навчальних закладах, а також акції прямої дії та екотаж. Початок руху поклала знаменита книга відомого австралійського екофілософа Пітера Сінгера «Визволення тварин», видана в 1977 р.

## Ідеологія
Завдяки роботам відомих екофілософів і захисників тварин П. Сінгера (Singer P.), Т. Рігана (Regan T.), Е. Лінзі (Linzey A.), Р. Шарпа (Sharp P.), С. Беста (Best S.) та інших у русі визволення тварин утвердилася ідеологія, заснована на біоцентризмі. Якщо раніше захисники тварин захищали тварин тільки від жорстокості або вимагали для тварин добробуту, то сучасна ідеологія руху визволення тварин виходить із необхідності захисту прав тварин.

## Практичні дії
Рух визволення тварин виступає проти кориди, спортивного полювання, любительської риболовлі, носіння хутра з диких тварин, утримання тварин у цирках, дельфінаріях, зоопарках, великих тваринницьких комплексах, використання тварин у наукових цілях. Активісти руху проводять акції прямої дії — блокади, пікети, а також екотаж, спрямований, наприклад, на зрив спортивного полювання, випускають на волю лабораторних тварин, залучають до акцій протесту проти носіння хутра або кориди відомих моделей і артистів.

## Рух за визволення тварин в Україні
В Україні рух за визволення тварин, або рух захисту тварин, сформувався після 2006 р., коли був прийнятий Закон України «Про захист тварин від жорстокого поводження».
Більшість членів зоозахисного руху України об'єднує Асоціація зоозахисних організацій України. Активісти руху борються з дельфінаріями, утриманням ведмедів у ресторанах, цькуванням диких тварин на мисливських притравочних станціях, отруєнням бродячих собак у містах, домагаються заборони на використання фосфіду цинку, а також вільного використання пневматичної зброї в населених пунктах, вимагають виведення вовка зі списку «шкідливих» тварин, проводять рейди по припиненню незаконного фотографування з дикими тваринами на вулицях міст, ведуть пропаганду гуманного ставлення до тварин у школах. Українські зоозахисники домоглися засудження декількох догхантерів, пропагують в Інтернеті проти жорстокого поводження з тваринами.

## Критика
Критиці піддаються дії деяких учасників руху за права тварин, як, наприклад, члени «Фронту визволення тварин» за акції, що суперечать закону: знищення хутряних ферм, напади на наукові лабораторії з подальшим випуском лабораторних тварин на волю, шантаж і погрози на адресу вчених-вівісекторів. Подібні дії розцінюються правоохоронними органами ряду країн, як екологічний тероризм. У своїй доповіді начальник секції відділу боротьби з тероризмом Дж. Джарбо у 2006 році назвав діяльність Фронту визволення тварин і енвайронменталістської організації Фронт визволення Землі серйозною терористичною загрозою
В опублікований ФБР список найбільш розшукуваних терористів, крім уродженців арабських країн, включений лише один громадянин США. У 2009 році у розшук був оголошений Даніель Андреас Сан Дієго — ортодоксальний веган і учасник руху за визволення тварин, організатор двох терористичних актів, спрямованих проти біотехнологічних концернів.
Рух за визволення тварин їдко висміюється в серіалі «South Park»: в одній з серій прихильники руху були комічно показані як зоофіли-людиноненависники.

### Критика руху за визволення тварин в Україні
Певна частина українського зоозахисного руху обмежують сферу своєї діяльності виключно проблемами бродячих міських собак, не звертаючи уваги на численні порушення Закону України «Про захист тварин від жорстокого поводження» щодо диких, піддослідних або сільськогосподарських тварин. Все це звужує базу зоозахисного руху, обмежує потенційні можливості його розвитку.

## Акції прямої дії та закон
За даними ФБР (США), зоозахисна організація Люди за етичне поводження з тваринами — PETA і «Комітет лікарів за відповідальну медицину» (PCRM) надавали фінансову підтримку іншим зоозахисним організаціям, дії яких визнано протиправними.
За даними на 2005 рік, ФБР уважно дослідило фінансування Фронту визволення тварин і енвайронменталістської організації Фронт визволення Землі, які здійснюють «насильницькі» дії в ім'я тварин, з боку окремих осіб і громадських груп.
Деякі борці за визволення тварин вчиняють підпали установ, що практикують жорстоке поводження з фауною, переслідують і шантажують співробітників таких установ, викрадають і випускають на волю тварин з наукових лабораторій і розплідників, зокрема вовків і мавп. З великих організацій такого трибу найбільш відомі Фронт визволення тварин і Фронт визволення Землі (об'єдналися на початку XXI ст.). За даними ФБР, в США з 1990 по 2004 рік активісти енвайронменталістських організацій вчинили понад 1200 злочинних дій.
В останні роки в США спостерігається зростання протиправної активності захисників прав тварин. Dario Ringach, професор неврології Каліфорнійського університету, який розробляє пристрої для відновлення зору, призупинив свої експерименти на мавпах у 2006 році після неодноразового переслідування членів його родини та нападу на будинок його колеги. На думку професора, «вони будуть переслідувати людей, що працюють з мишами або навіть з дрозофілами».
У 2010 році Міністерство юстиції США після чотирирічної перевірки за запитом Конгресу США класифікувало виконувані з метою «боротьби з терористичною діяльністю в США» розслідування ФБР відносно екологічних організацій і захисників прав тварин, серед яких були Грінпіс і PETA, як неправомірні й необґрунтовані. У звіті також сказано, що представники ФБР надавали недостовірні дані та вводили Конгрес в оману.